# YZ Кассіопеї
HD4161 — потрійна зоря, що знаходиться у сузір'ї Кассіопея.
Ця потрійна система має видиму зоряну величину в смузі V приблизно 5.7. Вона розташована на відстані близько 290.2 світлових років від Сонця.

## Потрійна зоря

Ілюстрація затемнювано-подвійної зорі

Ця потрійна система складається з алголо-подібної затемнювано-подвійної системи, навколо якої з періодом 86580 років обертається слабка зоря (HD4161C) масою 0,8  мас Сонця та видимою зоряною величиною 10,5 (SIMBAD).
Головна зоря (HD4161A) цієї системи належить до хімічно пекулярних зір й має спектральний клас A1m та масу 2,31 мас Сонця. Інша компонента (HD4161B) є також зорею Головної послідовності й має спектральний клас F2V та масу 1,35 мас Сонця. Вона обертається навколо головної зорі на відстані близько 3000 а.о. з періодом 4,4672 діб .

## Фізичні характеристики
Головна зоря системи HD4161 обертається порівняно повільно навколо своєї осі з Vsin(i)= 29км/сек.
Телескоп Гіппаркос зареєстрував фотометричну змінність  даної зорі з періодом  4.47 доби в межах від  Hmin= 5.87 до   Hmax= 5.67, що відповідає послабленню блиску головної зорі її близькою компонентою внаслідок часткового затемнення, коли земний спостерігач та обидві зорі знаходяться на одній прямій лінії. Відповідно період 4.47 доби відповідає орбітальному періоду обертання головної зорі навколо спільного центу мас.

## Магнітне поле
Спектр головної зорі вказує на наявність магнітного поля у її зоряній атмосфері.
Напруженість повздовжної компоненти поля оціненої з аналізу
наявних ліній металів
становить  655.0± 261.4 Гаус.